# ستيفن ميلن
ستيفن ميلن (بالإنجليزية: Steven Milne)‏ (مواليد 5 مايو 1980) هو مدرب كرة قدم ولاعب كرة قدم سابق بريطاني، لعب في مركز الهجوم، لعب مع سانت جونستون ونادي بليموث أرجايل ونادي دندي ونادي روس كاونتي ونادي اربوراث وForfar United F.C. ‏ وفورفار أثلتيك ‏.

## وصلات خارجية
- ستيفن ميلن على موقع قاعدة بيانات كرة القدم.إي يو (الإنجليزية)
- ستيفن ميلن على موقع Soccerbase.com (لاعب) (الإنجليزية)